# Hermann Henselmann
Pour les articles homonymes, voir Henselmann.
Hermann Henselmann, né le 3 février 1905 à Roßla et mort le 19 janvier 1995 à Berlin, est un architecte et un homme politique allemand. Il est député de la Chambre du peuple provisoire (Deutscher Volksrat (de)) entre 1949 et 1950. Il est récipiendaire du prix Goethe de Berlin, du prix national de la République démocratique allemande et de l'Étoile de l'amitié des peuples.

## Biographie
Après une formation de menuisier, il étudie à la Kunstgewerbeschule de Berlin de 1922 à 1925, où il apprend à dessiner, à modeler et à concevoir. De 1926 à 1930, il est employé par Arnold Bruhn à Kiel et Leo Nachtlicht à Berlin. En 1930, avec son ami, l'architecte de cinéma hongrois Alexander Ferenczy, il construit la Villa Ken-Win à Montreux, en Suisse, pour le couple anglais Kenneth McPherson et Anni Winnifred Ellerman (Bryher), dans une forme radicalement moderne inspirée de son modèle Le Corbusier. Il s'installe ensuite à son compte en tant qu'architecte. Il  planifie et réalise de nombreux bâtiments résidentiels à Berlin et dans les environs. Avec la Haus vom Hoff, construite à Kleinmachnow en 1934, Henselmann entre en conflit avec le régime national-socialiste, il n'adhère donc pas à la Reichskulturkammer der bildenden Künste. Henselmann a dû renoncer à son activité indépendante et a travaillé jusqu'en 1939 comme architecte salarié dans le bureau de Carl Brodführer et Werner Issel, spécialisé dans la construction industrielle, et à partir de 1939 comme employé pour la reconstruction de fermes détruites par la guerre dans le Reichsgau Wartheland (Lebensraum im Osten) et comme chef de bureau de Godber Nissen,.
Après la fin de la guerre, Hermann Henselmann devient d'abord conseiller municipal en bâtiment à Gotha, puis, en 1946, directeur de l'école d'architecture et des beaux-arts de Weimar et, en 1949, chef de département à l'Institut de génie civil de l'Académie des sciences de la RDA. Il reprend le Meisterwerkstatt I et, avec le Meisterwerkstätten II, Hanns Hopp, et le III, Richard Paulick, il est chargé d'élaborer des propositions pour le nouveau développement de la Stalinallee. Bien que le « concept architectural moderniste » de son projet de Hochhaus an der Weberwiese soit politiquement contesté, il obtient néanmoins le contrat et construit le bâtiment dans le style du réalisme socialiste, tout comme le développement ultérieur sur la Strausberger Platz. Avec sa femme et ses huit enfants, il emménage lui-même dans un appartement au 6e étage de la Strausberger Platz, dans la maison de l'enfant,.
En 1951 il conçoit des bâtiments d'un style stalinien à Bogensee.
La Porte de Francfort, où Hermann Henselmann utilise des éléments en béton préfabriqué, donne lieu à la plus grande industrialisation de la construction. À l'occasion de sa visite à Berlin au milieu des années 1950, Oscar Niemeyer décrit la Magistrale Est-Ouest de [Berlin-Est] comme « l'une des avenues les plus importantes des métropoles européennes ». Lors de la Triennale de Milan [1973], Aldo Rossi présente l'axe de circulation comme un modèle légitime d'architecture postmoderne ; dans ce contexte, Thilo Hilpert fait également référence au centre-ville de Villeurbanne (1927-1931) conçu par Môrice Leroux,,.
Grâce à ses réalisations dans le cadre du projet Stalinallee, Hermann Henselmann travaille comme architecte en chef auprès du Magistrat du Grand Berlin de 1953 à 1959. Par la suite, jusqu'en 1964, il est architecte en chef de l'Institut des bâtiments spéciaux de l'Académie d'architecture de la RDA dans différentes brigades de conception. Jusqu'en 1967, Hermann Henselmann dirige l' Institut für Typenprojektierung (VEB) für industrielles Bauen et, de 1967 jusqu'à sa retraite en 1972, l'Institut für Städtebau und Architektur à la Bauakademie.
Après la réunification de l'Allemagne, les différents instituts de construction de la RDA sont liquidés et, en 1991, Hermann Henselmann offre ses biens au Deutsches Architekturmuseum de Francfort-sur-le-Main pour qu'il les acquière. Mais le musée, représenté par son directeur de l'époque, Vittorio Magnago Lampugnani, refuse. Hermann Henselmann laisse finalement tous ses documents de travail aux archives de l'Académie des arts de Berlin. L'héritage écrit est conservé à la Bibliothèque d'État et universitaire de Saxe à Dresde.
Il est inhumé au cimetière boisé de Berlin-Zehlendorf. Sa tombe est dédiée en tant que tombe honorifique de la ville de Berlin. 

### Famille
Hermann Henselmann est le grand-père de l'actrice Anne-Sophie Briest.

## Fondation Hermann Henselmann
À l'occasion du 100e anniversaire de Hermann Henselmann en 2005, son fils Andreas Henselmann fonde la Fondation Hermann Henselmann. Il est consacré aux questions d'architecture et de développement urbain sous des aspects sociaux, esthétiques et sociopolitiques.

## Perception dans l'art
Dans sa chanson Acht Argumente für die Beibehaltung des Namens Stalinallee für die Stalinallee, Wolf Biermann fait allusion en 1972 à l'évaluation changeante de Hermann Henselmann par les dirigeants de la RDA : « Et Henselmann a été battu / Pour qu'il construise la rue / Et parce qu'il l'a construite alors / Ils l'ont battu à nouveau ».

## Bâtiments
(juillet 2021).
Les principales œuvres de Henselmann comprennent la Haus des Lehrers (Maison de l'Enseignant), plusieurs immeubles résidentiels le long de ce qui était alors la Stalinallee, le bâtiment en forme de dôme du palais des congrès sur l'Alexanderplatz et la City-Hochhaus de Leipzig.
-- selon l'année d'inauguration --
- 1929–1931 : (en collaboration avec Alexander Ferenczy) Villa Kenwin à La Tour-de-Peilz, canton de Vaud, Suisse[15]
- 1930 : Conception d'un concours pour un théâtre à Kharkiv, Union soviétique
- 1931–1932 : Immeuble résidentiel Heinecke, Kleinmachnow (près de Berlin)
- 1933 : Immeuble résidentiel Stengl, Kleinmachnow
- 1934 :  Immeuble résidentiel Ihring, Kleinmachnow
- 1934–1935 : Immeuble résidentiel vom Hoff, Auf der Weinmeisterhöhe, Berlin-Gatow (conception de jardin par Hermann Mattern)
- 1936 : Conception d'un concours pour une école supérieure de garçons à Berlin-Zehlendorf
- 1938–1940 : Bâtiments résidentiels pour le bureau de tutelle de la Berliner und Schlesischen Wohnungsunternehmen GmbH (en collaboration avec Günther Wentzel)
- 1941–1942 : Fermes pour Volksdeutsche à Balzweiler, arrondissement d'Hohensalza (de), Wartheland (aujourd'hui Balczewo près d'Inowroclaw, Pologne)[16] (en collaboration avec Günther Wentzel)
- 1943–1945 :  Bâtiments des Avia (entreprise) à Prague (dans le bureau de Godber Nissen)
- 1945 : Ébauche de "Neubauernsiedlung" Neuheide près de Großfurra avec 30 écuries résidentielles de type Thuringe (premier nouveau lotissement en Allemagne après la Seconde Guerre mondiale)[17]
- 1946 : Conception de deux petites maisons pour des cours à la Université Bauhaus de Weimar
- 1947 : Projet pour un centre culturel DEFA (série type)
- 1947 : Conception d'un club ouvrier pour la Kammgarnspinnerei Niederschmalkalden
- 1947 : Conception du lotissement près l'usine sidérurgique d'Unterwellenborn
- 1947 : Projet pour l'école centrale du SED à Tambach-Dietharz
- 1948 : Conception du concours pour la reconstruction de la Volksbühne à Berlin
- 1949 : Projets de maisons de la culture à la campagne, qui seront créés en lien avec les stations de location de machines (MAS).
- 1949 : Étude de conception pour une maison de la culture de la Buna-Werke
- 1950 : Agrandissement de la Jugendhochschule 'Wilhelm Pieck' à Bogensee
- 1950 : Conception d'un centre culturel dans le pays
- 1951-1952 : Berlin, Hochhaus an der Weberwiese, Berlin-Friedrichshain
- 1951–1953 : Maison de l'Enfant et Maison Berlin sur la Strausberger Platz
- 1952–1958 : première phase de construction de la Stalinallee (une phase de construction de deux kilomètres entre la Strausberger Platz et la Frankfurter Allee en direction est) [18]
- 1952–1954 : Développement résidentiel Strausberger Platz, Berlin-Friedrichshain
- 1955 : Agrandissement de la Gasthaus Zenner à Parc de Treptow, Berlin-Alt-Treptow
- 1957–1960 : Développement résidentiel Porte de Francfort, Berlin-Friedrichshain
- 1958 : Turm der Signale (Tour de signaux), ètude (conseil artistique) (modèle pour la Fernsehturm de Berlin, 1969)
- 1961–1964 : Haus des Lehrers avec la Kongresshalle, Berlin-Mitte
- 1968–1970 : Leninplatz, Berlin-Friedrichshain (depuis 1992 Platz der Vereinten Nationen)
- 1968 : Gratte-ciel de Université de Leipzig, Leipzig (aujourd'hui City-Hochhaus de Leipzig)
- 1969 : Gratte-ciel de Université d'Iéna (conçu comme un gratte-ciel de recherche pour le Carl Zeiss (entreprise), aujourd'hui JenTower)

Bâtiments par Hermann Henselmann
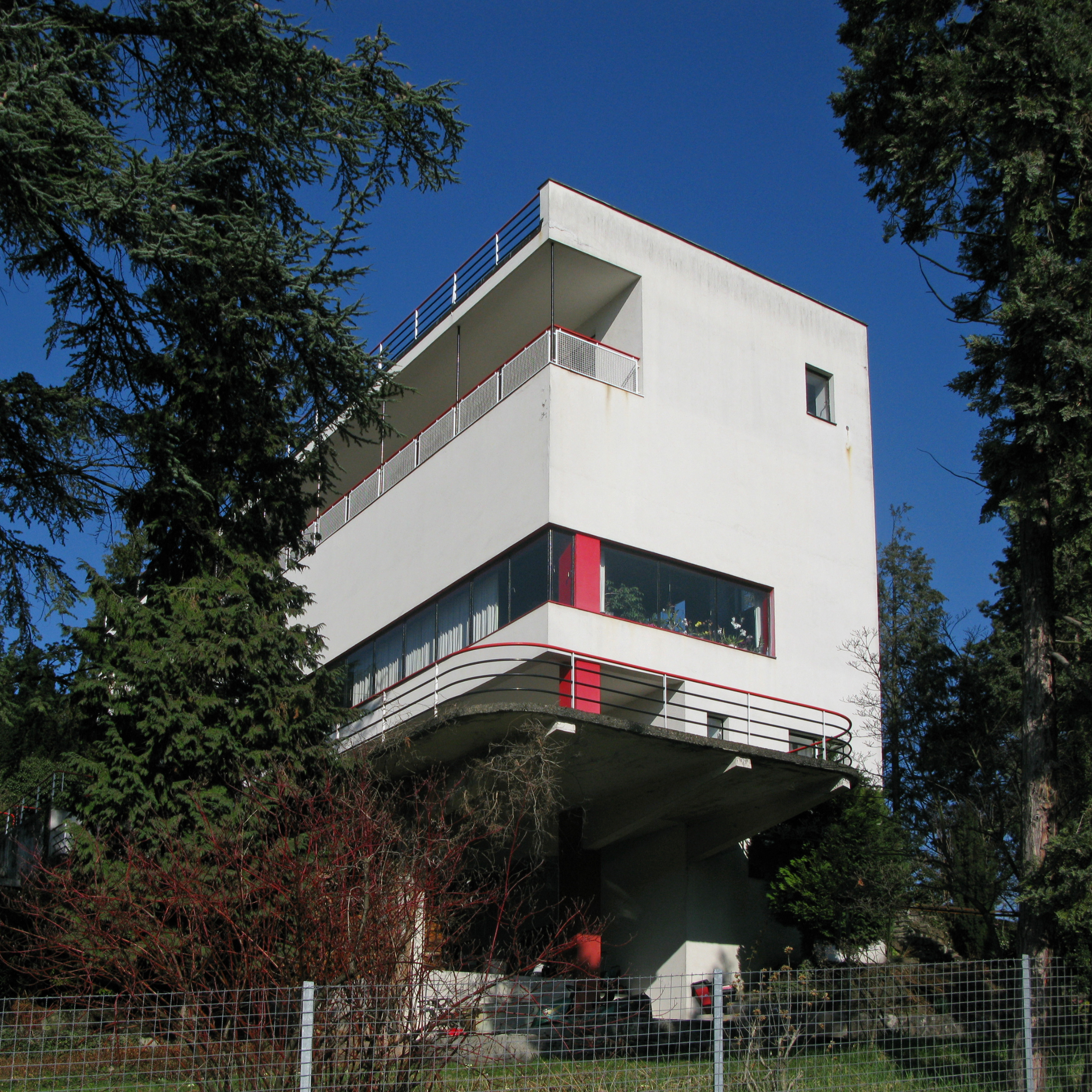
Villa Kenwin sur le lac Léman, un trésor national protégé dans le canton de Vaud.
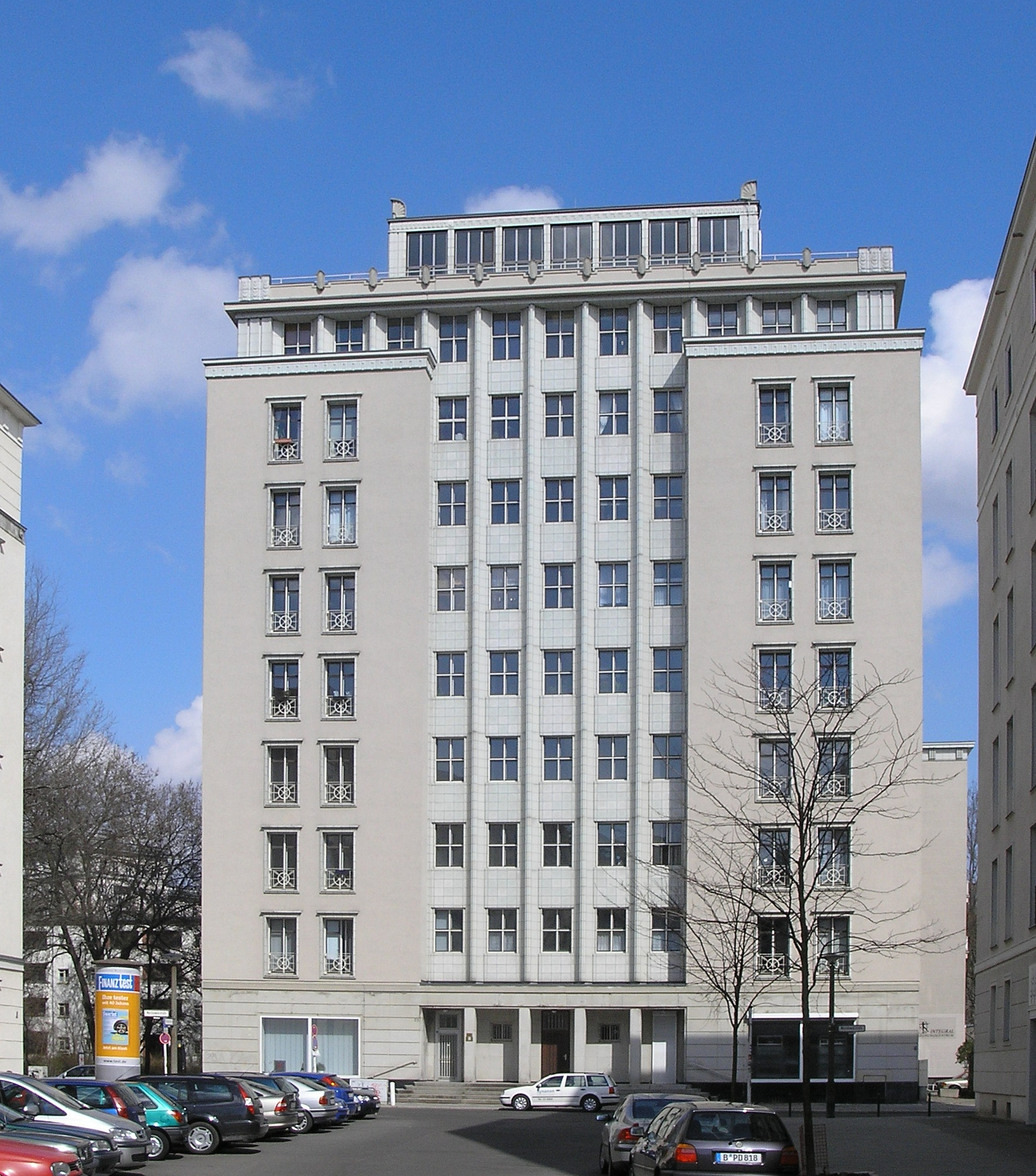
Berlin, Immeuble de grande hauteur sur la Weberwiese.
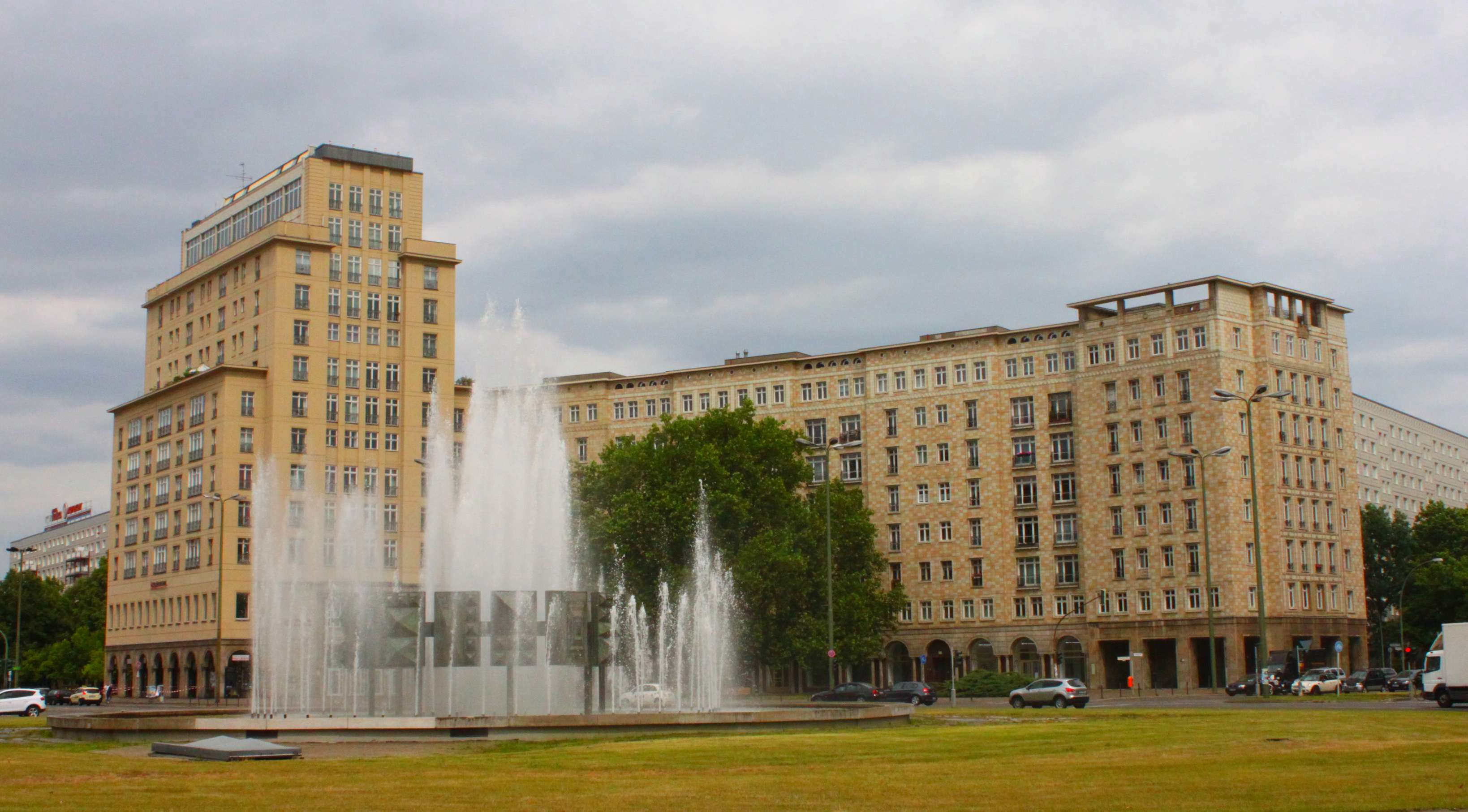
Strausberger Platz, avec la maison Berlin (côté gauche).
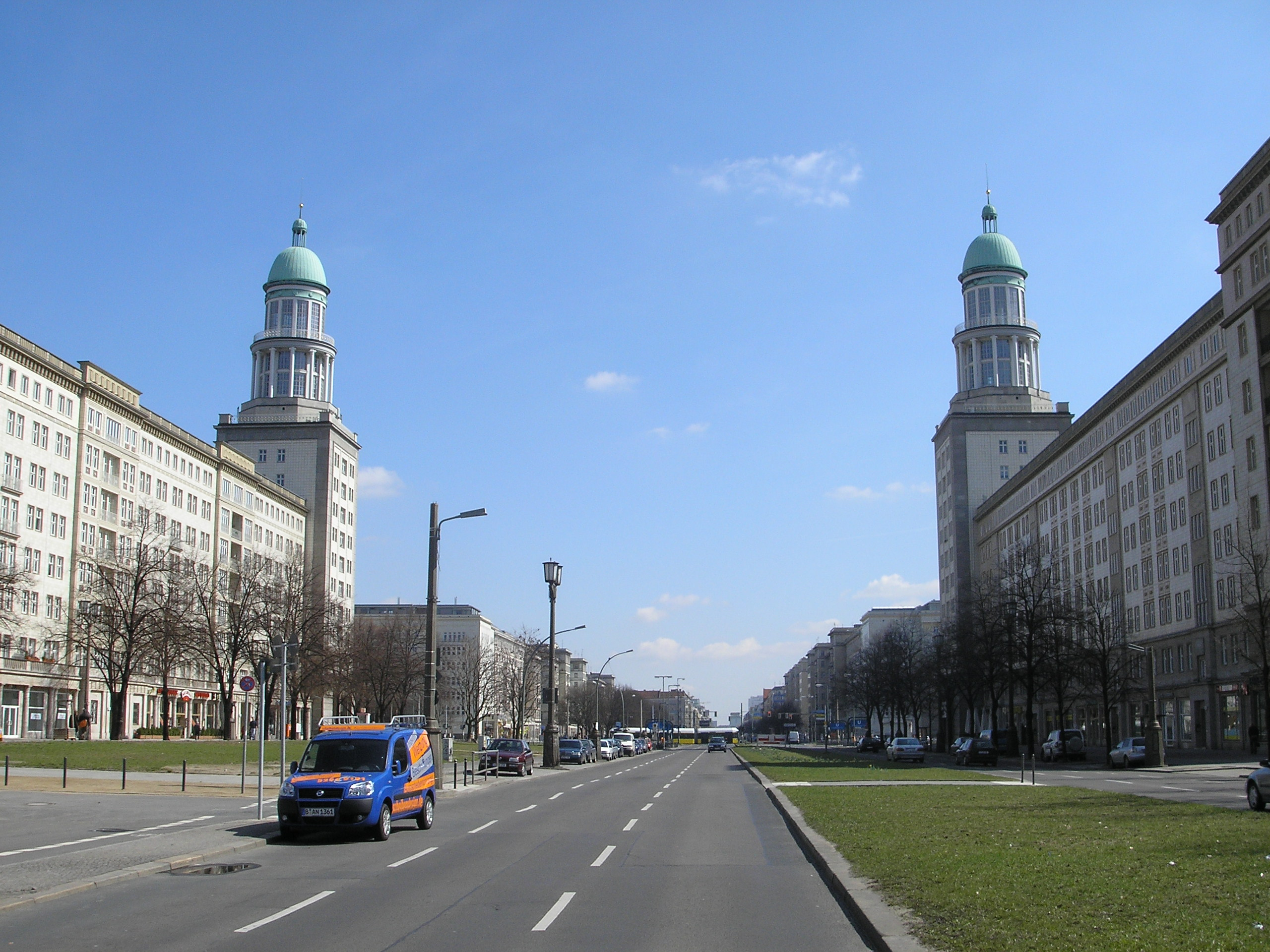
Frankfurter Tor, vue depuis l'ouest.
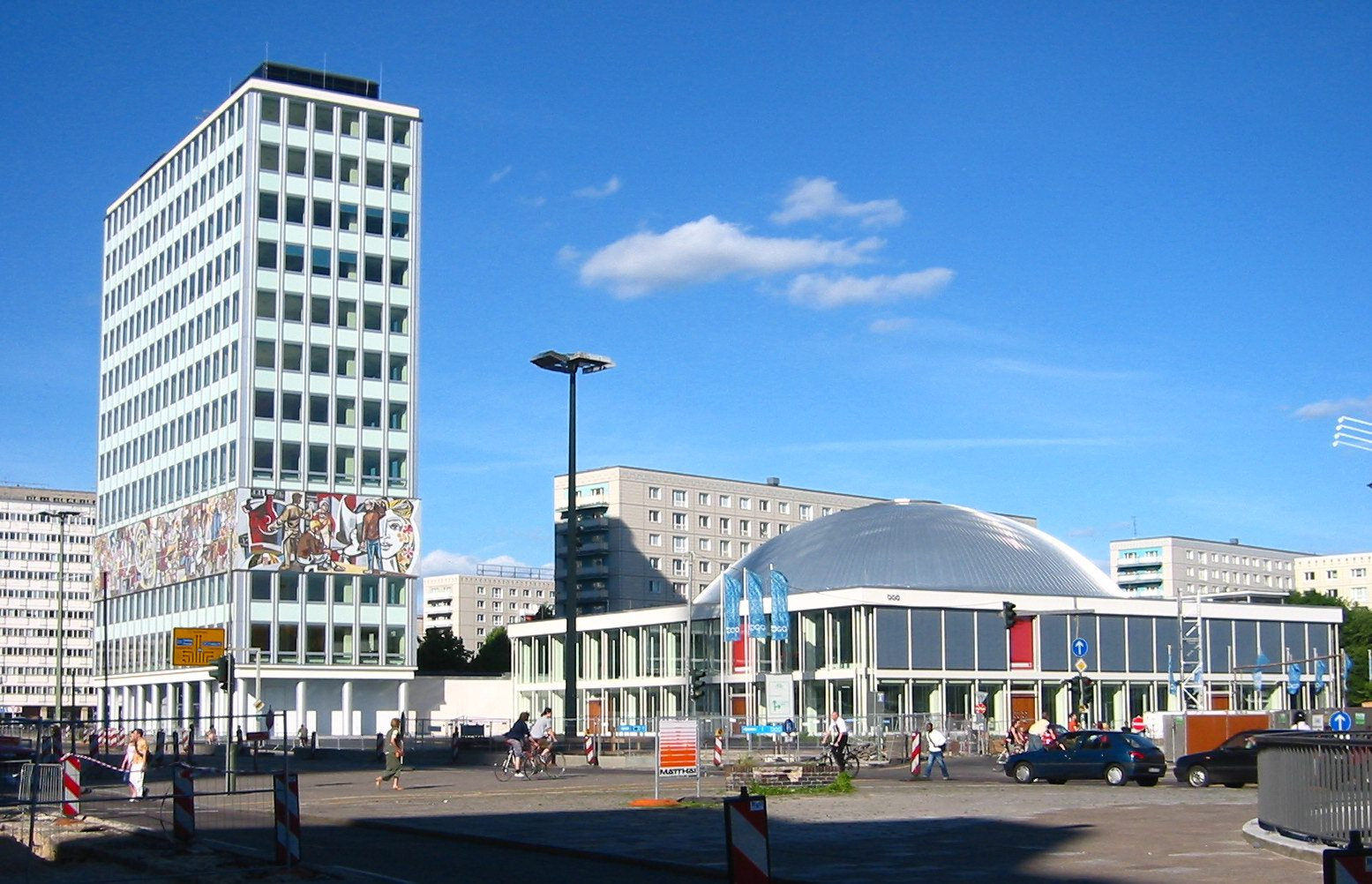
Maison de l'Enseignant (à gauche).
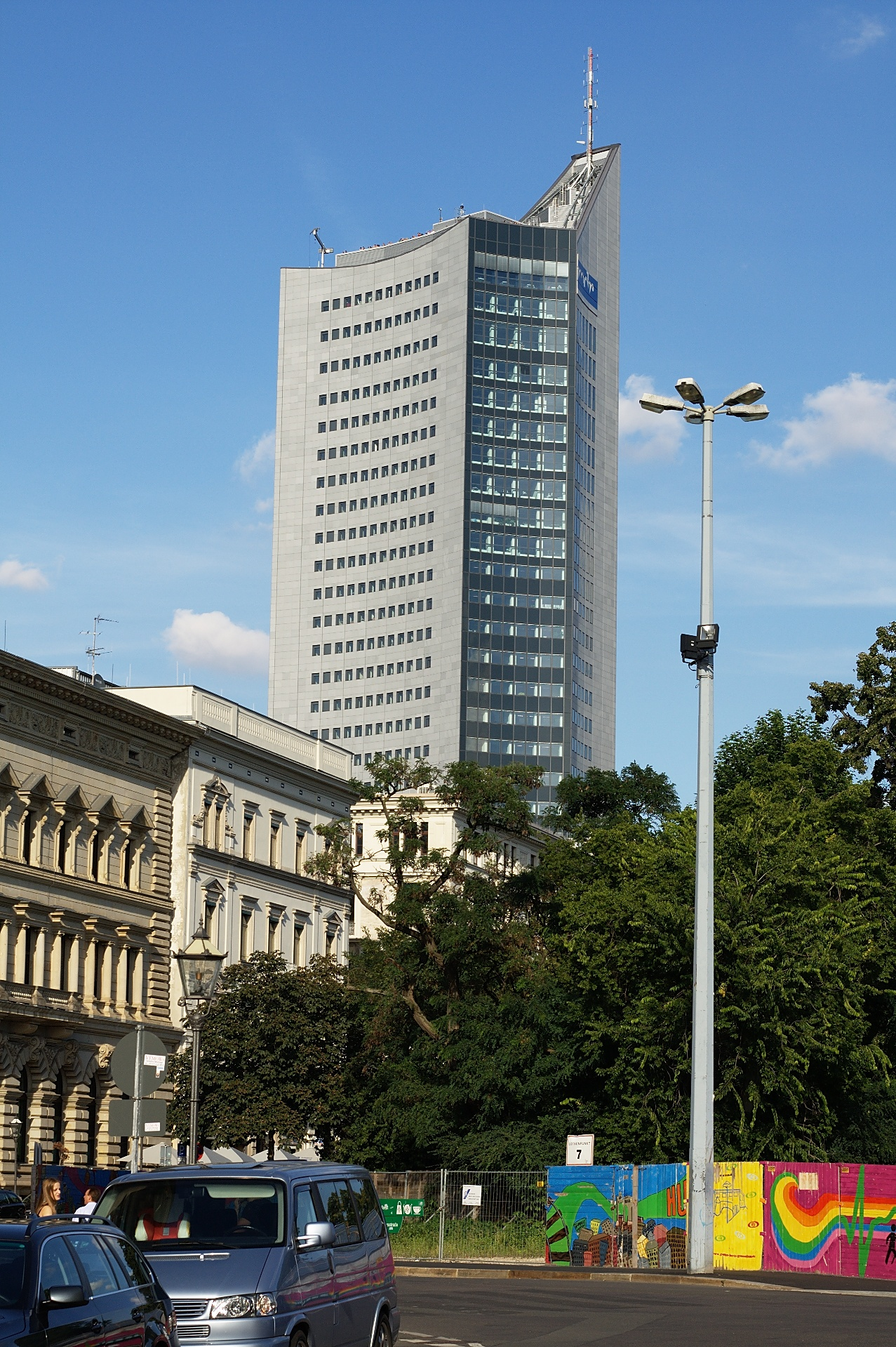
City-Hochhaus de Leipzig.
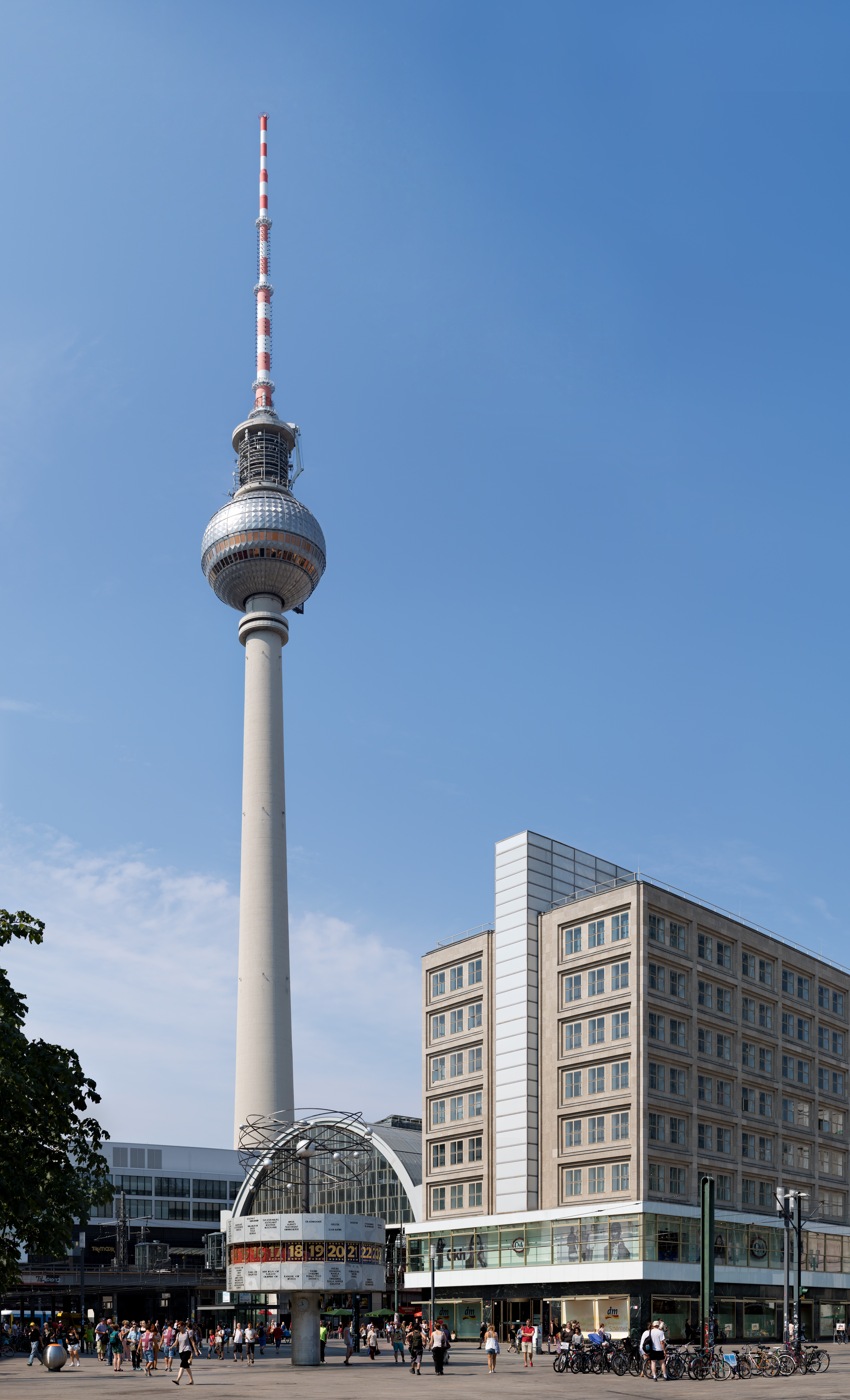
Fernsehturm de Berlin.
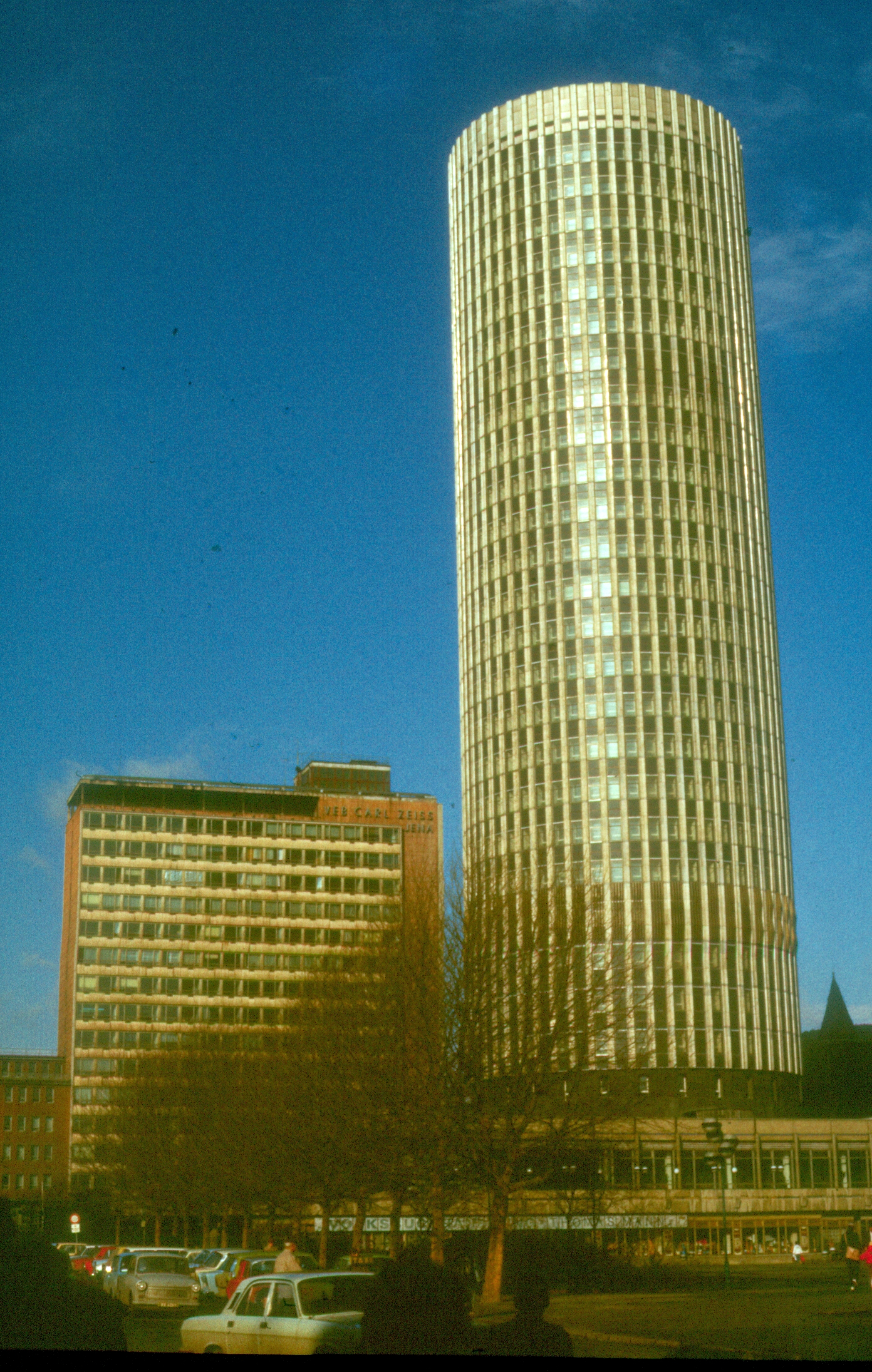
JenTower.

## Récompenses
- 1951 : Prix national de la République démocratique allemande, I. Klasse (im Architekten-Kollektiv)
- 1965 : Ordre du mérite patriotique en argent
- 1970 : Doctorat honoris causa de l'université d'architecture et de génie civil de Weimar
- 1970 : Ordre du mérite de la patrie en or
- 1975 : Ruban honorifique de l'Ordre du mérite patriotique en or

## Publications
- Eine Fülle neuer Aufgaben. In: Bildende Kunst. Zeitschrift für Malerei, Graphik, Plastik und Architektur. Berlin. 3. Jahrgang Heft 1/1949, S. 9ff.

- Reisen in Bekanntes und Unbekanntes. Hrsg. von Margot Pfannstiel, Verlag für die Frau, Leipzig 1969.
- avec Irene Henselmann: Das große Buch vom Bauen, Kinderbuchverlag, Berlin 1976.
- Drei Reisen nach Berlin, der Lebenslauf und Lebenswandel eines deutschen Architekten im letzten Jahrhundert des zweiten Jahrtausends. Henschel, Berlin 1981.
- Vom Himmel an das Reißbrett ziehen. Baukünstler im Sozialismus. Ausgewählte Aufsätze 1936 bis 1981, Hrsg. von Marie-Josée Seipelt et al. Verlag der Beeken, Berlin 1982,  (ISBN 3-922993-01-X).
- Ich habe Vorschläge gemacht, hrsg. von Wolfgang Schäche, Ernst und Sohn, Berlin 1995,  (ISBN 3-433-02872-9) (Aufsatzsammlung).

### Reportages radio/films
- Rainer Milzkott: Zum Behagen der Bewohner – Zum Wohlgefallen der Passanten – Wohnen an der Stalinallee, Hörfunkfeature mit Hermann Henselmann, Sender Freies Berlin, 1978.
- Hermann Henselmann, Architekt, Jahrgang 1905, DEFA-Dokumentarfilm, 1986, Regie: Gunther Scholz